# Sister Fa
Sister Fa, eigentlich Fatou Mandiang Diatta, (* 1982 in Dakar, Senegal) ist eine senegalesische Rapperin und Aktivistin gegen die Genitalverstümmelung in Afrika.

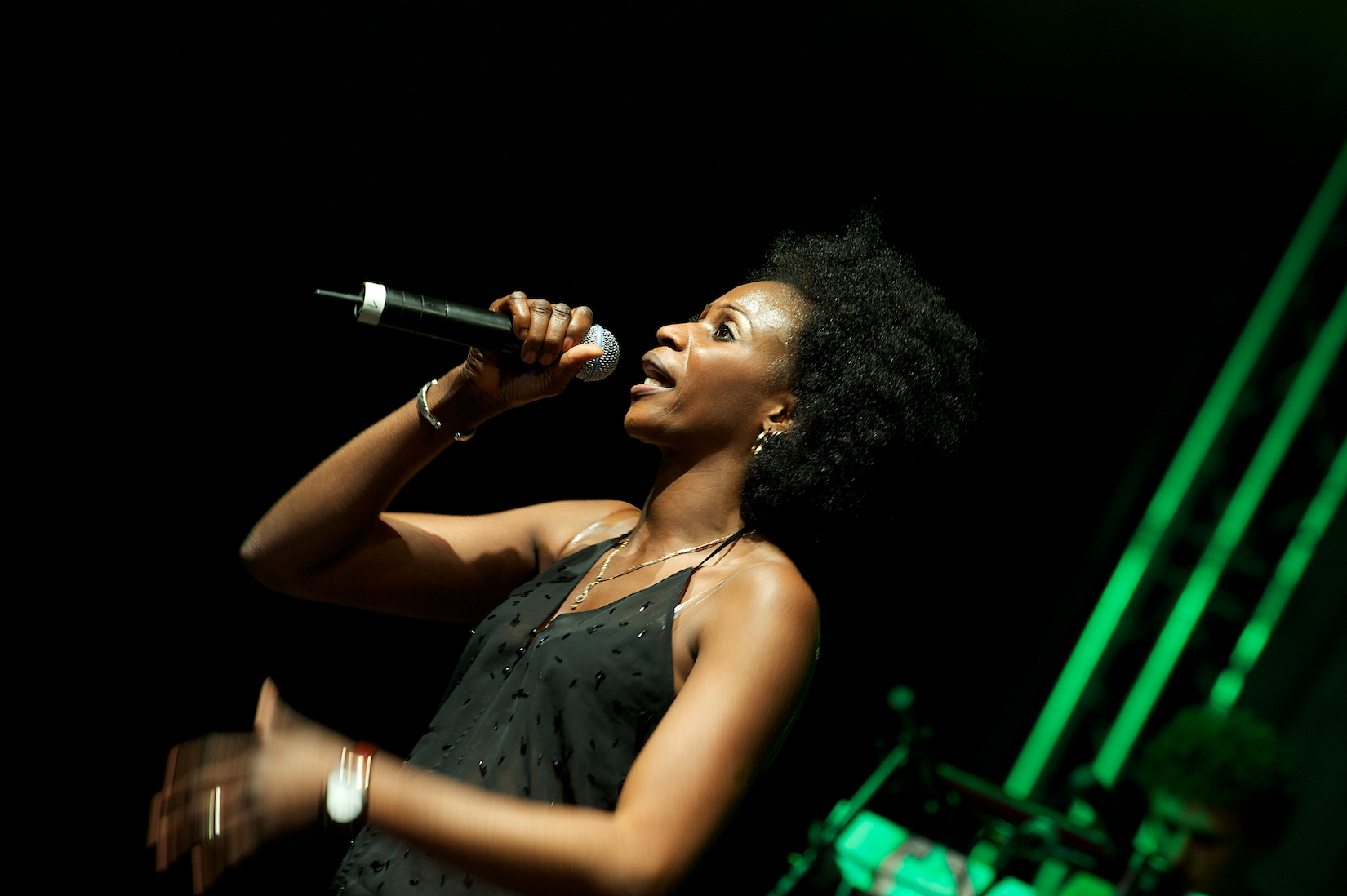
Sister Fa beim Würzburger Hafensommer am 31. Juli 2010

## Leben
Sister Fa produzierte ihr erstes Album als Demotape, das im Jahr 2002 erschien und mit dem senegalesischen Hip-Hop-Award ausgezeichnet wurde. In einem darauf folgenden Film des französischen Filmproduzenten und Dokumentarfilmer Philipp Mogan stellte sie die senegalesische Hip-Hop-Szene vor. 2003 bekam sie von der Plattenfirma Fight N' Forget (FN'F) einen Plattenvertrag, ihre Songs wurden in der Folge auf verschiedenen Samplern westafrikanischer Musik veröffentlicht. Im gleichen Jahr war sie Repräsentantin des Senegal beim Festival De Rap Feminin International in Conakry (Guinea).
Das erste Album Hip Hop Yaw La Fal erschien 2005 im Senegal, hierfür wurde sie mit dem senegalesischen Hip-Hop-Award als „beste Neuentdeckung des Jahres“ ausgezeichnet. Sister Fa zog nach Berlin und arbeitete hier an ihren Song, die als Fusion aus Rap, Soul, Afropop, World und Reggae beschrieben werden. Mit ihrer neuen Band kam sie in Kontakt mit dem Plattenlabel Piranha Musik, die den Sampler Many Lessons - Pop und Islam aufnahm und einen Plattenvertrag mit ihr abschloss. 2009 erschien als europäisches Debüt das Album Sarabah - Tales From The Flipside Of Paradise, in dem Sister Fa unter anderem ihre politische Botschaft gegen die Genitalverstümmelung, die sie selbst ebenfalls erlebte, und der Zwangsverheiratung junger Mädchen in ihrer Heimat anklagt.
Bereits 2008 bereiste sie mit Unterstützung des Goethe-Instituts den Senegal und machte sich hier für ihre Kampagne éducation sans mutilation stark. Gemeinsam mit der Frauenrechtsorganisation Terre des Femmes nahm Sister Fa einen Clip zum Thema Stoppt weibliche Genitalverstümmelung auf. Seit September 2009 unterstützt sie eine Kampagne, die sich für den Schutz der Patenmädchen der Hilfsorganisationen Plan International, World Vision, Kindernothilfe, ChildFund vor Genitalverstümmelung einsetzt. (Siehe auch: Abschnitt Kritik unter Plan International)

## Diskografie
Eine Reihe von Songs von Sister Fa erschienen auf Samplern in Westafrika beim Label Fight N' Forget (FN'F) sowie in Deutschland bei Piranha Record. Bislang sind zudem folgende Alben erschienen:
- 2005: Hip Hop Yaw La Fal. (Album) (Senegal)
- 2009: Sarabah - Tales From The Flipside Of Paradise (Album)